# Frederick Freake
Frederick Charles Maitland Freake (født 7. marts 1876, død 12. december 1950) var en britisk polospiller som deltog i OL 1900 i Paris og 1908 i London.
Freake vandt en sølvmedalje i polo under OL 1900 i Paris. Han var med på holdet BLO Polo Club Rugby som kom på en andenplads i poloturneringen. Holdet bestod af spillere fra både Storbritannien og USA. De andre på holdet var Walter Buckmaster og Jean de Madre fra Storbritannien og Walter McCreery fra USA.
Otte år senere vandt han endnu en sølvmedalje i polo under OL 1908 i London. Han var med på holdet Hurlingham Club som kom på en andenplads i poloturneringen. De andre på holdet var Walter Buckmaster, Walter Jones og John Wodehouse.